# Frühjahrsmüdigkeit
La Frühjahrsmüdigkeit (mot allemand signifiant fatigue de printemps) est un syndrome n'ayant pas de dénomination francophone : il est pour l'instant identifié en Europe et caractérisé par une fatigue annuelle, apparaissant au printemps et disparaissant en été. Plusieurs facteurs semblent expliquer cette périodicité : 
- l'équilibre hormonal, influencé par les saisons,
- l'alimentation, qui globalement évolue à l'arrivée du printemps,
- la durée du sommeil, liée à la lumière solaire[1].

Le concept existe aussi en langue tchèque sous le nom de « jarní únava », ainsi qu'en japonais sous le nom de « gogatsubyô (ja) » (五月病), la « maladie de mai ».